# Geppo il folle (album)
Geppo il folle è il 18º album in studio del cantante italiano Adriano Celentano pubblicato nel 1978 dall'etichetta discografica Clan Celentano. Come i precedenti, anche questo disco si compone di sole sei tracce.

## Tracce
Lato A
1. Geppo – 9:39 (testo: C. Minellono – musica: A. Celentano, A. Rutherford)
2. Hello America – 3:57 (testo: D. B. Besquet – musica: R. Jackson)
3. Happy to be Dancing with you – 6:15 (testo: D. B. Besquet – musica: R. Jackson)

Lato B
1. Che cosa ti farei – 5:30 (testo: C. Minellono – musica: D. B. Besquet)
2. (Please) Stay a Little Longer – 5:51 (testo: D. B. Besquet – musica: R. Jackson)
3. Sei proprio tu – 5:45 (testo: C. Minellono – musica: R. Jackson, D. B. Besquet)